# Christian Koch (Radsportler)
Christian Koch (* 29. Oktober 1996 in Cottbus) ist ein ehemaliger deutscher Radsportler, der Rennen auf Bahn und Straße bestritt. Nach Ende seiner Karriere als Aktiver wurde er Sportlicher Leiter.

## Sportliche Laufbahn
2011 wurde Christian Koch deutscher Jugend-Meister im Punktefahren und in der Mannschaftsverfolgung auf der Bahn. 2013 gewann er eine Etappe der Niedersachsen-Rundfahrt für Junioren.
Von 2019 bis 2015 fuhr Koch für das LKT Team Brandenburg. Im Mannschaftszeitfahren der deutschen Straßenmeisterschaften 2016 belegte er mit seinem Team Rang drei. 2017 wurde er Dritter des U23-Straßenrennens bei den deutschen Meisterschaften. 2018 belegte er Rang neun. Wenige Wochen später wurde er in Dudenhofen gemeinsam mit Richard Banusch deutscher Meister der Elite im Zweier-Mannschaftsfahren. 2019 entschied er eine Etappe der Bałtyk-Karkonosze Tour sowie die Bergwertung des Course de la Solidarité Olympique für sich.
Zur Saison 2020 wechselte Koch zum Team Lotto–Kern Haus. Er gewann in seinem ersten Jahr die Gesamtwertung der Rad-Bundesliga und wurde Deutscher Bergmeister. 2021 gewann er zwei Etappen der Rhodos-Rundfahrt.
Nachdem seine Sportförderstelle bei der Landespolizei Brandenburg nicht über das Jahr 2023 verlängert worden war, beendete Koch zum Ende der Saison seine Karriere als Radrennfahrer und wechselte in die sportliche Leitung seiner Mannschaft.

## Erfolge

### Bahn
2011
- Deutscher Jugend-Meister – Punktefahren, Mannschaftsverfolgung (mit Robert Kessler, Leon Rohde und Tristan Wedler)

2018
- Deutscher Meister – Zweier-Mannschaftsfahren (mit Richard Banusch)

### Straße
2013
- eine Etappe Niedersachsen-Rundfahrt (Junioren)

2019
- eine Etappe Bałtyk-Karkonosze Tour
- Bergwertung Course de la Solidarité Olympique

2020
- Gesamtwertung Rad-Bundesliga
- Deutscher Meister – Berg

2021
- zwei Etappen Rhodos-Rundfahrt